# Pierre-Jean Gillaizeau
Pierre-Jean Gillaizeau est un homme politique français né le 16 mai 1751 à Aizenay et décédé le 28 juillet 1828 à Talmont.

## Biographie
Fils de Pierre Gillaizeau, notaire royal et procureur, et de Suzanne Frappier, avocat à Talmond avant la Révolution, il est nommé juge au tribunal civil de la Vendée sous le Directoire.
Il est élu député de la Vendée au Conseil des Cinq-Cents le 24 germinal an VI. Il est nommé juge au tribunal d'appel de Poitiers en 1800.

## Sources
- « Pierre-Jean Gillaizeau », dans Adolphe Robert et Gaston Cougny, Dictionnaire des parlementaires français, Edgar Bourloton, 1889-1891 [détail de l’édition]